# Paul Halmos
Paul Richard Halmos (3. března 1916 Budapešť, Rakousko-Uhersko jako Pál Halmos – 2. října 2006 Los Gatos, Kalifornie, USA) byl americký matematik maďarského původu. Je známý zejména díky významnému přínosu v oblastech teorie pravděpodobnosti, statistiky, funkcionální analýzy (především v teorii operátorů a Hilbertova prostoru), ergodické teorie, teorie míry a matematické logiky. Je známý i jako autor velkého množství matematických knih a díky tzv. Halmosovu symbolu - typografické značky {\displaystyle \square } nebo ∎, která se používá v některých matematických textech k označení konce důkazu.